# Люань гуапянь
Люань Гуапянь также известный как Лю Ань Гуа Пянь (кит. 六安瓜片 — тыквенные семечки из Люань) — элитный зелёный чай из города Луань, провинции Аньхой Китайской Народной Республики. 
Назван по форме чайных листьев, которые имеют плоскую и овальную форму, напоминающую семена дыни.

## Производство
Люань Гуапянь является печёным чаем.
Это во многом определяет особенность его вкуса, и этим он выделяется среди других сортов зелёного чая, таких как Лунцзин.
В отличие от большинства зелёных чаёв, которые используют новые почки чая, для сорта Люань Гуапянь используется второй лист на ветке.
В каждом листке удаляется центральная вена, листья пекутся и закручиваются и сушатся.

## История

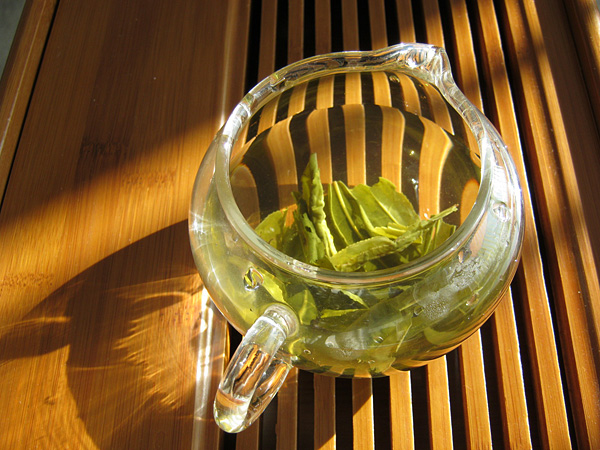
Люань Гуапянь

Этот чай упоминается в Ча цзин (VIII век) — первом в истории трактате о чае.
Во время династии Мин (1368—1644), Люань Гуапянь использовали для предотвращения солнечных ударов.
Китайский христианин Сюй Гуанци (1562—1633), упоминает Люань Гуапянь в своей «сельскохозяйственной Энциклопедии» как «первоклассный чай».
Люань Гуапянь пили в императорской семье во время династии Цин (1644—1911).
Его пил Гуансюй (1878—1908) и Цыси (1861—1908).
Люань Гуапянь также упоминается около 80 раз писателем Цао Сюэцинь (1715—1763) в своем романе «Сон в красном тереме». 